# Stephen Robbins
Stephen Robbins est né en 1943 à Los Angeles est professeur à l'université de San Diego (Californie) et l'auteur de deux best-sellers en management et comportement organisationnel.

## Management
Extrait du sommaire :
- la structure d'organisation ;
- les groupes et les équipes de travail.

25 pages seulement accordées à la planification stratégique.

### La dualité du comportements des leaders
La grille managériale, p. 395-396.

## Comportements organisationnel
Adaptation française de Véronique Tran, ESCP Europe.
Extrait du sommaire
- Le comportement organisationnel
- L'individu
- Le groupe

Le comportement de groupe
Le travail en équipe
Le leadership
- L'organisation

La structure organisationnelle
La culture organisationnelle
- Les dynamiques organisationnelles

## Ouvrages
- (en) Stephen Robbins, Management,
- (en) Stephen Robbins, Organizational Behavior, 16e édition, 2011.
- Stephen Robbins. Management
- Stephen Robbins. Comportements organisationnels, 16 édition, Pearson, 2014